# Добролево
Доброле́во (болг. Добролево) — село у Врачанській області Болгарії. Входить до складу общини Борован.

## Населення
За даними перепису населення 2011 року у селі проживали 865 осіб.
Національний склад населення села:
| Національність   | Кількість осіб | Відсоток |
| ---------------- | -------------- | -------- |
| болгари          | 744            | 94,1%    |
| цигани           | 40             | 5,1%     |
| турки            | 0              | 0%       |
| інша             | 4              | 0,5%     |
| не визначились   | 3              | 0,4%     |
| Всього відповіли | 791            |          |

Розподіл населення за віком у 2011 році:
Динаміка населення: